# StrayDog: Kerberos Panzer Cops
StrayDog: Kerberos Panzer Cops (ケルベロス 地獄の番犬?, Keruberosu: Jigoku no Banken) è un film del 1991 diretto da Mamoru Oshii.
Interpretato da Shigeru Chiba e Yoshikatsu Fujiki, è il prequel del film del 1987 The Red Spectacles, prima opera della cosiddetta Kerberos saga. In Italia non è stato mai distribuito.

## Trama
Vengono catturati tutti i membri dell'unità speciale Kerberos: questi infatti, dopo aver disobbedito all'ordine di gettare le armi ed arrendersi alla polizia, si trincerano per un tempo imprecisato (tre giorni, tre mesi o tre anni, visto lo stato di affaticamento dei poliziotti) nella sede del corpo di giustizia. Il giorno del raid dell'esercito nel palazzo, dopo l'aut aut comunicato ai ribelli da un sistema di altoparlanti, Koichi Todome, Midori Washio e Soichiro Toribe arrivano all'edificio centrale. Un Kerberos di nome Inui vaga per le sale del quartier generale e raggiunge l'ufficiale Todome che si sta imbarcando su un elicottero, nel tentativo di fuggire. Arrabbiato, Inui si sente tradito dal suo padrone e gli chiede perché stia scappando e non combatta fino alla fine come ha ordinato ai suoi uomini. Mentre l'elicottero decolla, l'esercito fa breccia nel quartier generale.
Tre anni dopo, Inui viene scarcerato e lascia il Giappone in libertà vigilata. Il suo contatto dal misterioso Fugitive Support Group gli riferisce che Koichi Todome è stato esiliato a Taipei, Taiwan. In seguito verrà rivelato che la versione raccontata a Inui è stata progettata dalla Public Security Force (公安 部隊) e che il suo contatto, Hayashi, è in realtà un agente di questo servizio di intelligence alla ricerca di Koichi che è fuggito con l'intenzione di creare una nuova organizzazione Kerberos all'estero per poi tornare a Tokyo. Inui riprende le tracce di Koichi dopo aver trovato Tang Mie, un'adolescente taiwanese coinvolta con Todome. Questi dice a Inui che anche Koichi l'ha lasciata e così i due si uniscono per cercare l'ufficiale, che alla fine trovano mentre pesca gamberoni. Koichi ed Inui incominciano una lite furiosa, dopo la quale fanno pace e si stabiliscono in una casa in riva al mare con Mie.
Tuttavia, la tranquillità è presto spezzata. Hayashi contatta Inui per proporgli un patto: o Koichi si arrende per essere estradato (e il governo giapponese perdonerà e permetterà al giovane di rimanere a Taiwan la sua amata Tang Mie), o lui stesso e Koichi saranno cacciati dalla Public Security Force. Per sconfiggere il plotone dell'intelligence, i due necessitano dell'equipaggiamento corazzato dei Kerberos. Con la valigia del suo superiore in mano, Inui si dirige verso il punto di rendezvous di Hayashi, un hotel abbandonato. Inui affronta e cattura l'agente e gli ordina di aiutarlo indossando la tuta protettivo. Armato con la mitragliatrice MG42 di Koichi, Inui va all'hotel e uccide la squadra della Public Security Force. Tuttavia, quando uccide il capo in una fortezza abbandonata dei Kerberos, viene ferito a morte e cade a terra, morendo lentamente, da solo, «come un cane...»
Poco dopo l'uccisione di Inui, Koichi rimane solo a Taiwan, afferra la sua valigia ormai vuota e torna a Tokyo. Ciò che gli accade nella capitale mentre cerca gli amici che ha lasciato lì è narrato in The Red Spectacles.

## Colonna sonora
La colonna sonora originale, Stray Dog Original Soundtrack è inclusa come CD bonus dell'edizione nordamericana del film. La versione giapponese, Night Show, include invece tutte le musiche della trilogia Kerberos, con cinque tracce per opera, più due inediti da The Red Spectacles.
- 21 marzo, 1991 (Giappone): StrayDog: Kerberos Panzer Cops [CD] (Apollon, BCCE-1)

11 tracce
- 25 febbraio, 2003 (Giappone): Mamoru Oshii Cinema Trilogy [4DVD+1CD+1BOOK] (Bandai Visual / Emotion, BCBJ-1519)

5 tracce
- 26 marzo, 2003 (Giappone): Kenji Kawai Cinema Anthology [5CD] (King Record / Star Child, KICA-9601~4)

11 + 1 tracce
- 4 novembre, 2003 (U.S.): Mamoru Oshii Cinema Trilogy [3DVD+1CD] (Bandai Entertainment, 2430)

11 tracce
- 4 novembre, 2003 (Canada): Mamoru Oshii Cinema Trilogy [3DVD+1CD] (Bandai Entertainment, 2430)

11 tracce

## Distribuzione

### Edizione home video
La LD "upgrade edition" include un DVD bonus con un'ora di materiale extra più il documentario Dog Days, edito anche nella sezione Dog Days After nell'edizione giapponese di Mamoru Oshii Cinema Trilogy.
- 25 settembre, 1991 (Japan): Keruberosu: Jigoku no Banken [VHS] (Bandai Visual, BES-567)
- 19 dicembre, 1991 (Japan): StrayDog: Kerberos Panzer Cops (upgrade edition) [2LD] (Bandai Visual / Emotion, BELL-475)
- 25 febbraio, 2003 (Japan): Mamoru Oshii Cinema Trilogy [4DVD+1CD+1BOOK] (Bandai Visual / Emotion, BCBJ-1519)
- 4 novembre, 2003 (U.S.): Mamoru Oshii Cinema Trilogy [3DVD+1CD] (Bandai Entertainment, 2430)
- 4 novembre, 2003 (Canada): Mamoru Oshii Cinema Trilogy [3DVD+1CD] (Bandai Entertainment, 2430) English subtitled
- 4 novembre, 2003 (U.S.): StrayDog: Kerberos Panzer Cops [DVD] (Bandai Entertainment, 2432B) English subtitled